# Corona (odontoiatria)

1.Dente 2.Smalto 3.Dentina 4.Polpa dentaria 7.Cemento 8. Corona

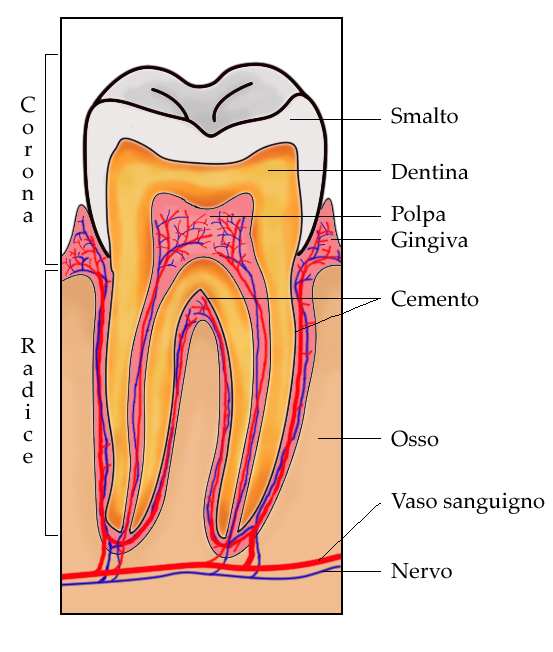
Le parti del dente, è visibile la corona sovrastare la gengiva

La corona è la porzione del dente visibile all'interno del cavo orale. Essa è costituita negli strati più profondi dalla polpa, contenuta nella camera pulpare, attorno a questa si trova uno strato di dentina, a sua volta ricoperta da smalto. Quest'ultimo strato è il più esterno e quello comunemente visibile. Al di sotto della corona vi sono le radici, separate da essa tramite il colletto, quel margine nel quale avviene il passaggio da smalto a cemento, altrimenti detto giunzione amelo-cementizia. 
Deve inoltre essere considerata la differenza fra la corona anatomica e la corona clinica: la corona anatomica è la cosiddetta corona che su un piano verticale origina a livello della giunzione amelo-cementizia e termina più occlusalmente con il piano occlusale; la corona clinica è invece la corona che il clinico, ossia ad esempio l'odontoiatra, considera ai fini terapeutici e clinici, ed è considerata la porzione del dente visibile al di fuori dell'apparato parodontale: in questo caso può coincidere con la corona anatomica, ma può anche non coincidere: in un caso può essere più lunga sul piano verticale perché ad esempio il soggetto ha problemi parodontali come una recessione gengivale ed ossea in seguito a malattia parodontale: ciò fa sì che ad esempio si possa osservare a occhio nudo anche parte della radice anatomica che normalmente è rivestita esternamente da cemento e dovrebbe essere nascosta all'interno dell'osso: in questo caso la radice anatomica non è considerata come tale, ma viene inclusa nel concetto di corona clinica, anche se da un punto di vista anatomico e istologico è differente. Ci possono essere poi anche casi invece di situazione opposta, ossia che prevedono una corona clinica minore come dimensioni sul piano verticale rispetto alla corona anatomica, potrebbe ad esempio essere dovuto a ritenzione o inclusione dentaria.
La sua forma varia considerevolmente da un dente all'altro, nonché presenta notevole variabilità anatomica individuale. Generalmente è possibile riconoscere cinque lati su ogni corona, più o meno accentuati: il lato vestibolare, la faccia anteriore dei denti; il lato palatino o linguale, la faccia interna del dente; le due facce laterali rispettivamente quella mesiale, ossia quella orientata verso il centro dell'arcata dentaria, e quella distale, opposta a mesiale; infine v'è il lato occlusale che è rivolto verso il piano della masticazione.
Gli incisivi hanno una corona di forma grossolanamente cuneiforme con una superficie occlusale molto ridotta, difatti in questo caso si parla di margine occlusale. La corona dei canini è piramidale con apice rivolto verso occlusale. I premolari hanno forma cilindrica e visti dal lato occlusale mostrano due cuspidi mentre i molari, con forma cuboide, hanno dalle quattro alle cinque cuspidi.
Una cuspide è una prominenza anatomica della corona dentale costituita essenzialmente da smalto con un'anima di dentina, raramente delimita una camera pulpare. Emerge sempre nel lato occlusale del dente e ne sono sprovvisti incisivi e canini.